# Cord Meier-Klodt

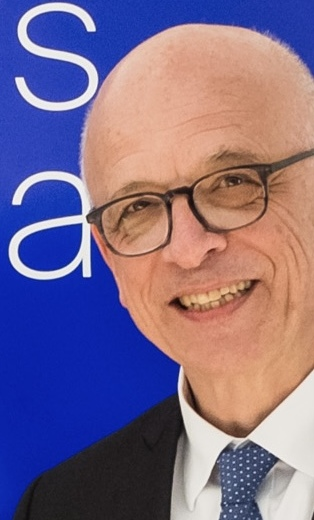
Cord Meier-Klodt

Cord Meier-Klodt (* 1958 in Hamburg) ist ein pensionierter deutscher Diplomat. Er war von 2017 bis 2021 Botschafter in Rumänien und von 2021 bis 2024 Botschafter in Irland.

## Leben
Nach dem Abitur begann er 1979 ein Studium der Fächer Philosophie und Romanistik an der Universität Hamburg, der Universität von Paris sowie der Universität Grenoble und schloss dieses Studium nach dem Erwerb der Licence Lettres franco-allemandes an der Universität von Paris (1983) an der Universität Hamburg 1984 mit dem Staatsexamen ab.

## Laufbahn
Im Anschluss trat er in den auswärtigen Dienst ein und fand nach Abschluss der Laufbahnprüfung von 1985 bis 1987 Verwendung als Erster Sekretär an der Botschaft in Ghana, ehe er danach Politischer Referent für Mitteleuropa und Osteuropa im Auswärtigen Amt in Bonn war. Danach war er zwischen 1992 und 1995 stellvertretender Leiter des Generalkonsulats in Sankt Petersburg sowie im Anschluss Botschaftsrat an der Ständigen Vertretung bei den Vereinten Nationen in New York City.
1998 kehrte er in die Zentrale des Auswärtigen Amtes zurück und wurde stellvertretender Referatsleiter im Arbeitsstab Globale Fragen sowie danach von 2002 bis 2005 Leiter der Abteilung für Presse und Öffentlichkeitsarbeit der Botschaft in Russland. Danach war er als Referatsleiter für Grundsatzfragen der Kultur und Bildung wieder im Auswärtigen Amt in Berlin tätig, ehe er zwischen 2008 und 2011 Leiter der Kulturabteilung der Botschaft im Vereinigten Königreich war.
Von August 2011 bis Juli 2014 war Cord Meier-Klodt als Gesandter Ständiger Vertreter des Botschafters in Indien sowie zugleich Leiter der Abteilung für Wirtschaft und Globale Fragen. In dieser Funktion war er längere Zeit (November 2011 bis Juli 2012) als Geschäftsträger ad interim Leiter der Botschaft. 
Von 2014 bis 2015 war Meier-Klodt Beauftragter des Auswärtigen Amts für Russland, Belarus, Ukraine, die Staaten des Kaukasus und Zentralasien. 2016 war er Sonderbeauftragter des deutschen OSZE-Vorsitzes für die Regelung des Transnistrienkonflikts. Von Januar 2017 bis Juli 2021 war Meier-Klodt deutscher Botschafter in Rumänien. Ab dem 26. Juli 2021 war er Botschafter der Bundesrepublik Deutschland in Irland, bis er Mitte 2024 pensioniert wurde.